# Jill Godmilow
Jill Godmilow (Filadèlfia, Pennsilvània, 1943) és una directora de cinema independent estatunidenca. Estudià literatura russa a la Universitat de Wisconsin. Ha conreat el gènere del documental. El seu treball Antonia: A Portrait of the Woman (1974), sobre la directora d'orquestra Antonia Brico, fou nomenat a l'Oscar al millor documental. El seu film What Farocki Taught (1998) és una rèplica exacta de la primera pel·lícula de Harun Farocki, Nicht löschbares Feuer, si bé el treball de Godmilow era en anglès i contenia un epíleg explicatiu per part de la mateixa directora, que comptava amb el vistiplau de Farocki.

## Filmografia
- Tales (1971)
- Antonia: A Portrait of the Woman (1974) (documental)
- The Popovich Brothers of South Chicago (1977) (documental)
- Far from Poland (1984) (documental)
- Roy Cohn/Jack Smith (1994)

## Premis i nominacions
Nominacions
- 1975: Oscar al millor documental per Antonia: A Portrait of the Woman